# المكتبات في العصر الإسلامي الأول

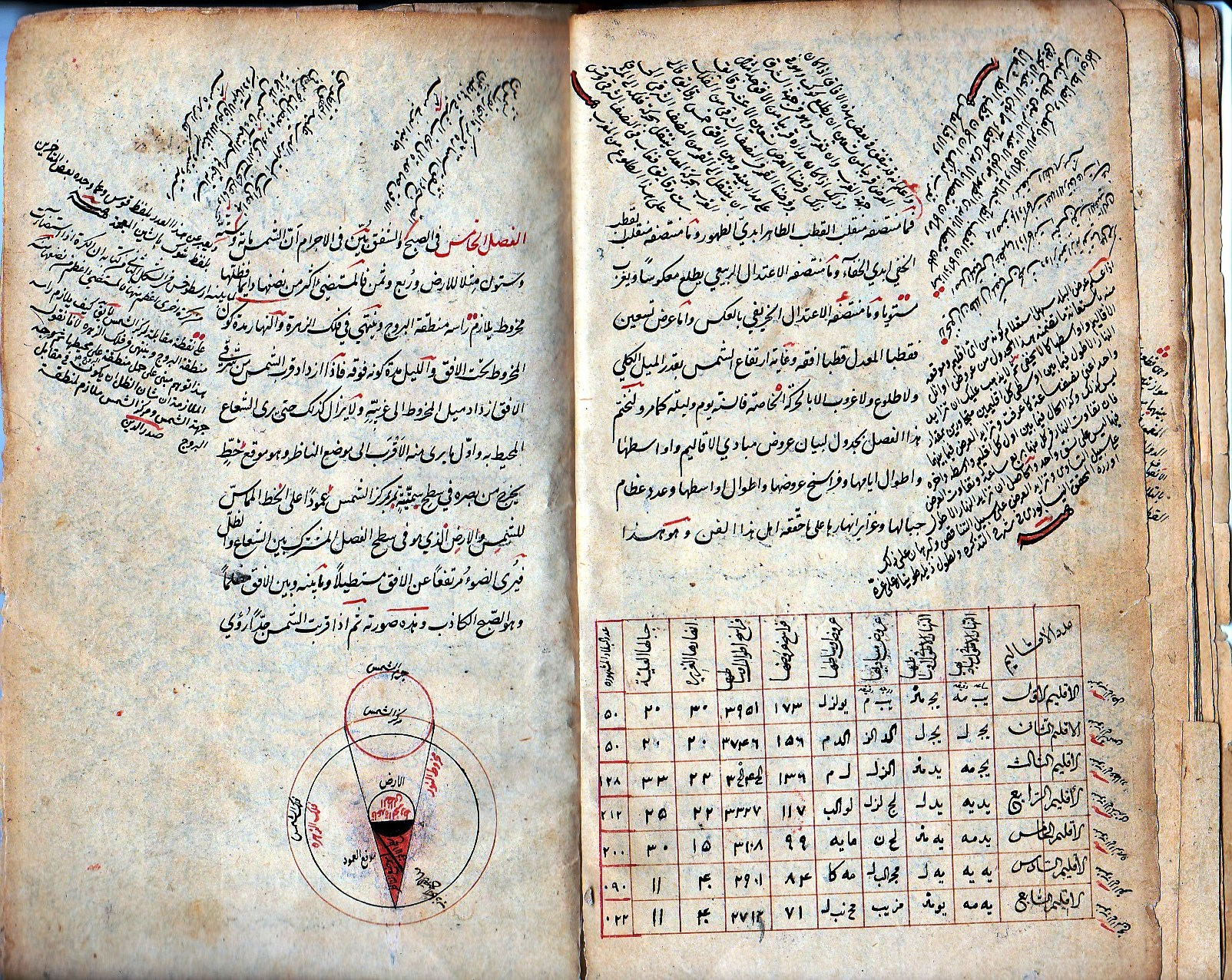
مخطوط لكتاب عربي في علم الهندسة والفلك

ليس في وُسع أحدٍ أن يتصوَّر حَجم ما خطَّته أقلامُ العلماء والمفكِّرين والأدباء من المسلمين في شتَّى فروع المعرفة، في حدود ما تبقَّى منها حتى يومنا هذا، فضلًا عمَّا امتدَت إليه عادياتُ الزَّمن بالتبديد أو الإحراق أو الضَّياع.
ومِن تحصيل الحاصل أن نَمضي في تتبُّع الأرقام المذهلة لكمِّيات الكتب التي احتوَتها المكتبات العربيَّة العامَّة والخاصة في العالم الإسلامي القديم، والتي توافرَت عنها أو عن بعضها معلومات موثَّقة؛ ذلك أنَّ ما أفلتَ من عاديات الزَّمن من هذه الكتب يَشغَل في يومنا هذا مكانًا يتفاوت ضخامةً وضآلةً في مكتبات العالم الكبرى. وتعد المكتبات في الحضارة الاسلامية من أهم المؤسسات الثقافية التي اعتني بها المسلمون وكان لها دور كبير في الحياة الثقافية والعلمية بين المسلمين وفي العالم.

## النشأة
عَزا المؤرِّخون ظهورَ المكتبات الأولى إلى الحضارات الأولى في بلاد الرافدين وأرض النِّيل؛ حيث وُجِدَت بها وثائقُ مكتوبة على الرقم والألواح الطينيَّة في كلٍّ من بابل ونينوى بالعراق، وأشهَر مكتبة هي مكتبة «آشور بانيبال» التي كانت دارًا لحفظ السجلات والمحفوظات؛ كما أنَّ المصريين القدماء أسَّسوا مكتبات عديدة، منها: مكتبة رمسيس، ومكتبة أدفو، وساعدَ في ذلك أنَّ مصر كانت مصدرَ مادَّة الكتابة في القديم، فكان يُعتمَد في ذلك على البردي.
أمَّا في عصر اليونان فقد بدأ التقدُّم الفِعلي للمكتبات وتَزامنَ مع الفترة التي شهدَت نشاط المفكِّرين والفلاسفة؛ أمثال أرسطو وأفلاطون، فأسَّس بطليموس سوتر - أولُ ملوك أسرة الإسكندر الأكبر - في مصر مكتبةَ الإسكندرية، وهو أَعظم وأَشهر حدَث في تاريخ المكتبات؛ من حيث أنظمةُ تَصنيفها وخدماتها.
وأمَّا في عصر الدولة الإسلامية؛ فقد كانت الكتابة والتدوين غير منتشرين أولَ الأمر، ولكن بسبب الحركة الدينيَّة التي جاء بها الإسلامُ، وما فيها من حثٍّ على العلم والقراءة، وما نتج عن ذلك من حفظٍ للقرآن والحديث في الصحائف والكتب - بدأَت تَنتشر الكتابة، ومِن ثَمَّ المكتبات.

## أنواع المكتبات
عرفَت الحضارة الإسلاميَّة أنواعًا متعددة من المكتبات لم تَعرفها أيُّ حضارةٍ أخرى، ولقد انتشرَت هذه المكتبات في جميع أرجاء الدَّولة الإسلاميَّة؛ فوُجدَت المكتبات في قصور الخلفاء، وفي المدارس والكتاتيب والجوامع، وكما أنَّها وُجدَت في عواصم الإمارات فقد وُجدَت كذلك في القرى النائية، والأماكن البَعيدة؛ ممَّا يؤكِّد على تأصُّل حُبِّ العلم لدى أبناء هذه الحضارة.

## أنواع المكتبات في الدولة الإسلامية
1. المكتبات الأكاديميَّة: وهي من أشهر المكتبات في الحضارة الإسلاميَّة؛ ومن أهمِّها مكتبة بغداد (بيت الحكمة).
2. المكتبات الخاصَّة: وقد انتشر هذا النَّوع من المكتبات في جميع أنحاء العالم الإسلامي بشكلٍ واسع وجيِّدٍ؛ ومن أمثلتها الصَّحابي عبد الله بن عباس رضي الله عنهما، ومكتبة الخليفة المستنصر، ومكتبة الفتح بن خاقان، ومكتبة ابن العميد، وغيرهم كثير.
3. المكتبات العامَّة: وهي مؤسَّسات ثقافية، يُحْفَظُ فيها تراث الإنسانيَّة الثقافي وخبراتها؛ ليكون في متناول المواطنين من كافَّة الطَّبقات والأجناس، والأعمارِ، والمِهَن، والثقافات؛ وكان من أمثلتها: مكتبة قرطبة التي أسَّسها الخليفةُ الأموي الحكَم المستنصر سنة (350هـ/ 961م) في قرطبة.
4. المكتبات المدرسية: حيث أَوْلَتِ الحضارةُ الإسلامية اهتمامَها لإنشاء المدارس من أَجْل تعليم الناس جميعًا، وقد أُلْـحِقَت المكتبات بهذه المدارس، وهو الشيء الطبيعي المكمِّل لهذا الرُّقِيِّ والازدهار، وبشكل عامٍّ فقد انتشرَت المدارس في الإسلام انتشارًا واسعًا في مدن العراق وسوريا ومصر وغيرها، وقد أُلحقَت بمعظم المدارس الإسلامية مكتبات.
5. مكتبات المساجد والجوامع: ويُعَدُّ هذا النَّوع من المكتبات الأوَّلَ في الإسلام؛ حيث نشأَت المكتبات في الإسلام مع نَشْأة المساجد، ومن أمثلتها: مكتبة الجامع الأزهر، ومكتبة الجامع الكبير في القيروان.

### المكتبات فيعصر صدر الإسلام[3]
لقد كان - إبَّان الدعوة الإسلاميَّة في عهد رسول الله صلى الله عليه وسلم، وفي زمن تنزُّل القرآن - طائفةٌ من الصَّحابة وُكِّل إليهم كتابة القرآن وتدوينه، وعُرفوا بكُتَّاب الوحي، وكان منهم: أُبَيُّ بن كعب، وعلِي بن أبي طالب، ومعاوية بن أبي سفيان، وزيد بن ثابت، وغيرهم رضي الله عنهم، ولكنَّه كان مدوَّنًا في صحائفَ متفرِّقة، ولم تُجمَع إلَّا في عهد الخليفة أبي بكر رضي الله عنه؛ خوفًا عليه من الضياع، وقد وردَ عن كثير من الصَّحابة أنَّهم كانوا يَحتفظون بصحائف وكتبٍ عندهم.
ثمَّ تطوَّر تَدوين القرآن وضبْط رسْمِه في عهد عثمان بن عفان رضي الله عنه؛ حسْمًا لمادَّة الخلاف بين الأمَّة حول القراءات القرآنيَّة، وكان هذا التدوين هو أَضخم وأدقَّ عمليَّةِ تدوين تمَّت في الصدر الأول للإسلام، ثمَّ انتشرَت نُسخ القرآن، بالإضافة إلى مدوَّناتٍ متفرِّقة للأحاديث النبويَّة التي كانت في أول أطوارها.
وممَّا يُذكَر من مدوناتٍ في العصر الأول - وبعضُه من موروث العصر الجاهلي - تلك المعاهَدَات والرسائل، والوثائق والأنساب التي احتفظَت بها القبائل وبعضُ الإمارات.
وبشكلٍ عام، فليس هناك ما يستحقُّ أن يوصَف بأنَّه مكتبة في ذلك العهد، إلَّا ما كان من الاحتفاظ ببعض المدوَّنات من النُّسَخ، سواء في البيوت أو المساجد ونحو ذلك.

### المكتبات في عصرالدولة الأموية
من أشهَر المكتبات في هذا العصر: مكتبة الصَّحابي الجليل عبد الله بن عباس، التي استغرق بعضُها حِمْلَ بعير، وكذلك عروةُ بن الزبير، وأيضًا معاوية بن أبي سفيان الذي كانت لديه دَفاترُ فيها سِيَر الملوك وأخبارهم.
وفي عصر الأمويِّين انتشرَت حركة التَّدوين، وظهرَت أول المدونات في العلوم المتفرِّقة، وعلى رأسها تدوين الحديث الشريف، والتفسير، واللُّغة، والشعر، والسيرة، والتاريخ.
بل إنَّ خالد بن يزيد بن معاوية كان أول من تَرجم الكتب الأجنبيَّة إلى العربيَّة، فكان في مكتبته كتبٌ في علم الفَلك والطبِّ والكيمياء.
ولا ننسى في هذا العصر العلَّأمة ابنَ شهاب الزُّهري الذي ملَأ الدنيا بمصنَّفاته وتآليفه، حتى قيل: إنَّه إذا جلس في بيته وضعَ كتبه حولَه، فاشتغل بها عن كلِّ شيء.

### المكتبات في عصرالدولة العباسية
في هذا العصر ازدهرَت حركة التَّدوين، ونشط التأليف بشكل متحضِّر ومنهجيٍّ، وبالتالي انتشرَت المكتبات واتَّسعَت، ودخلَت بعضها في نوادرِ حكايات التاريخ.
وأشهر هذه المكتبات على الإطلاق: «دار الحكمة»، أو «بيت الحكمة»، وهي أول مكتبة أكاديميَّة وعامَّة تُقام في البلاد الإسلاميَّة، ويُرجِع المؤرِّخون أوَّليةَ تأسيسها إلى الخليفة هارونَ الرشيد، الذي ازدهرَت في عصره حركةُ التأليف والترجمة، والتي كان مقرها دار الحكمة، ترجمَت في هذه الفترة الكثيرَ من نفائس العلوم؛ من الفارسية واليونانية ولغاتٍ أخرى، وكانت حركةُ التَّرجمة هذه عظيمةً؛ حيث لم يَشهد مِثلَها التاريخُ من قبل؛ ممَّا حفظ للإنسانيَّة تراثًا قيِّمًا، بالإضافة إلى أنَّها كانت مقرَّ الدَّرْس والمطالعةِ والبحث، وكانت تُقام بها مناظرات ومناقشات.
وقد تردَّد إلى هذه المكتبة بحثًا وتأليفًا من المشاهير: الفيلسوف الكِنْدي، ومحمد بن موسى الخُوارزمي، وقد ضمَّت كتبًا من مختلِف العلوم؛ التراث الإسلامي، التراجم والسِّيَر، كتب الكيمياء، الفلك، الطب والجبر؛ واحتوَت على مَرصد فلَكيٍّ، وقد وصَفها «ديورانت» في كتابه «قصَّة الحضارة» بأنَّها مَجمع علمي، ومرصد فلكي، ومكتبة عامة.
وتاثرت الحركة والنشاط الاقتصادي بنشاط الحركة العلميَّة وشراء الكتب ونَسْخها، فقد ظهرَت مِهَنٌ جديدة؛ كالوِراقَة والنَّسْخ - التي هي بمثابة صناعة النشر اليوم - بفضل رَوَاج سوق الكتب، فقد غصَّت بغدادُ بدكاكين الورَّاقين الذين ينسَخون الكتبَ ويبيعونها للنَّاس، وقد اشتهرَت بغداد بعدَد مكتباتها؛ حيث يقال: إنَّها بلغَت 100 مكتبة، فأصبحَت بغدادُ قِبلةَ العلْم آنَذاك.
وتعدُّ مكتبة بيت الحكمة أكبرَ مكتبات العصر العبَّاسي، ظلَّت الخِزانةُ قائمةً يستفيد منها الروَّاد والعلماء وطلَّاب العلم، حتى وقعَ استيلاء المغول على بغداد سنة 656هـ؛ حيث نهَبوا وخرَّبوا، وألقَوا بالآلاف من المخطوطات في النَّهر، فأصبحَت مياه النَّهر سوداء من لون المِداد! وبذلك ضاع جزءٌ كبير من تاريخ وذاكرة الإنسانيَّة في هذه الواقعة ووقائعَ مشابهة.
.